# Prémio William e Katherine Estes
O Prémio William e Katherine Estes (em inglês:  William and Katherine Estes Award), anteriormente designado por Prémio de Pesquisa Comportamental Relevante para a Prevenção da Guerra Nuclear  (em inglês:  NAS Award for Behavioral Research Relevant to the Prevention of Nuclear War), premeia a pesquisa básica em qualquer campo da ciência cognitiva ou comportamental que empregou rigorosos métodos formais ou empíricos, para avançar na nossa compreensão dos problemas ou questões relacionadas com o risco de guerra nuclear.

## Laureados[1]
- Scott D. Sagan (2015)
- Robert Powell (2012)
- Graham T. Allison (2009)
- Robert Jervis (2006)
- Walter Enders and Todd Sandler (2003)
- Philip E. Tetlock (2000)
- Alexander L. George (1997)
- Thomas C. Schelling (1993)
- Robert Axelrod (1990)[2]